# Nefit (spoorklem)
Nefit is in de wandeling de naam van een klemhouder waarmee een spoorstaaf met behulp van een draadveer op een eikenhouten dwarsligger wordt geklemd.
Met deze methode is na de Tweede Wereldoorlog veel spoor van de toenmalige Nederlandse Spoorwegen vernieuwd.
In de periode 2001 - 2007 werd bij het landelijk project Nefit-spoorvernieuwing in totaal 800 km zogenaamd Nefit-spoor vervangen. Deze vervanging bestaat ofwel uit geheel nieuw spoor met betonnen dwarsliggers ofwel werden alleen de spoorklemmen vervangen door andere beproefde spoorklemmen. De Nefitklem is daarmee weer uit het spoor aan het verdwijnen.